# Patterdale terrier
El Patterdale terrier —a veces llamado Old English Terrier o Fell Terrier— es un raza de perro de trabajo, cuyos orígenes se remontan a la localidad de Patterdale en el Distrito de los Lagos de Cumbria en el noroeste de Inglaterra. El pueblo de Patterdale está al sur de Ullswater y a unos pocas kilómetros al este de Helvellyn.
El Patterdale es un tipo de Fell terrier, aunque fue «mejorado» y se registró en el Kennel Club como Welsh terrier, después de una breve lucha por la nomenclatura en el que se intentó primero con el nombre de Old English Broken-coated Terrier antes de que el nombre fuera rechazado por el KC.

## Historia

### Orígenes y evolución
Mientras que el Fell terrier fue conocido desde la década de 1700, no fue hasta principios del 1950 cuando el Patterdale terrier fue divulgado por Cyril Breay de Kirkby Lonsdale y Frank Buck de Leyburn en Yorkshire. Aunque por esa época se le conocía como Fell terrier de pelaje corto y negro.
En esos años, se empezó a denominar Lakeland terrier o simplemente Terrier Coloreado, a todos los tipos de Fell terrier del Distrito de los Lagos, fueran o no del condado de Ullswater. Durante la década de 1960, Brian Nuttall de Colmes Chapel, empezó a criar a los perros que adquirió de su abuelo, cruzándolos con perros de Back y de Breay, ayudando a desarrollar aún más la raza.
La raza se desarrolló al norte de Inglaterra, en el Distrito de los Lagos, bajo condiciones adversas, dónde tanto el clima como el terreno son duros. El clima es frío, húmedo y ventoso. Las mesetas son empinadas y rocosas, y están llenas de zorros. Las altas y bellas colinas se llaman Fells. La cría de ovejas es la principal actividad agrícola en estas colinas. Los zorros acechan a las ovejas y a los pequeños animales de las granjas. Los agricultores se percataron de esto y emplearon a los terrier para el control de depredadores.

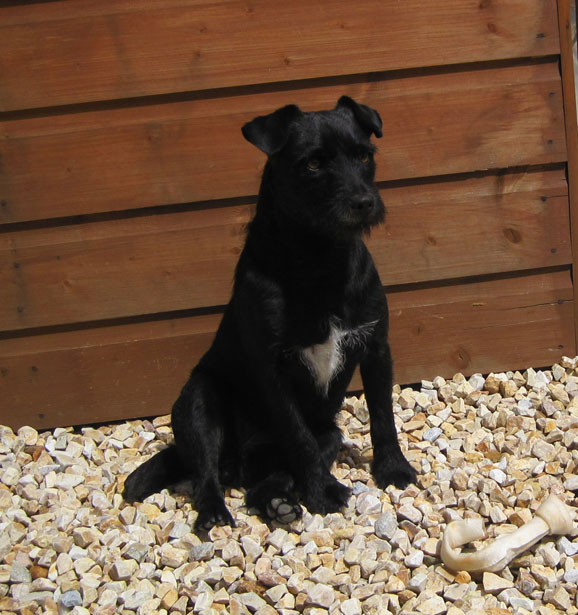
Un ejemplar adulto de Patterdale terrier.

A diferencia de otros terrier, el Patterdale no solo persigue y saca al depredador de su madriguera sino, que es capaz de aniquilarlo en pocos minutos si el depredador elige luchar en vez de huir. Los Patterdales son perros muy duros. Cuando los caballos no pueden ser utilizados para la caza, los cazadores utilizan perros de rastreo junto con estos terrier capaces de cubrir la ladera de una montaña en un día.
Esta raza desciende únicamente de terrier utilizados para el trabajo. Son reconocidos como perros duros dispuestos a trabajar en cualquier lugar y en cualquier momento. En su país de origen, el Patterdale terrier sigue siendo una raza de trabajo y un cazador de depredadores por excelencia.
En los Estados Unidos, la raza fue reconocida por el United Kennel Club el 1 de enero de 1995; sin embargo, sigue sin ser reconocido por el American Kennel Club y la Federación Cinológica Internacional.

## Estándar
Estándar por Patterdale Terrier Club Of America (PTCA).
Apariencia general:
El Patterdale terrier es un duro y activo terrier de aspecto compacto y proporciones equilibradas. La altura a la cruz debe ser de 25’5 cm – 38 cm con un peso proporcionado a la altura. Ni tosco ni débil.
Pecho:
Como terrier de trabajo, el Patterdale debe ser capaz de seguir a su presa a través de pequeños túneles. Si el pecho es demasiado grande, el terrier no será capaz de hacer su trabajo de manera eficiente. Como regla general, se debe poder abarcar con ambas manos el pecho del terrier haciendo que los dedos de ambas manos se toquen entre sí.
Lomo:
El lomo debe ser fuerte y, con una longitud proporcional a la altura del perro. Si el lomo es demasiado corto el terrier puede no ser lo suficientemente flexible como para moverse por el subsuelo.
Patas:
Las patas deben ser rectas, con buenos huesos. Los pies no tienen que estar ni hacia dentro ni hacia fuera. La parte posterior debe tener buena angulación, con ninguno de los corvejones ni hacia dentro ni hacia fuera.
Cabeza y hocico:
La cabeza debe dar la impresión de fuerza y estar en proporción con el resto del cuerpo. El hocico no debe parecer demasiado cuadrado ni corto.
Dientes:
Los dientes deben encajar formando una mordida de tijera, sin embargo una mordida de pinza es aceptable. El enognatismo y el prognatismo son faltas, y deben considerarse en el contexto laboral. Los dientes rotos o perdidos durante el trabajo no serán penalizados.
Orejas:
Las orejas abotonadas, están plegadas, y sus puntas son paralelas a la esquina del ojo.
Cuello:
El cuello debe ser musculoso y proporcionado a la cabeza y al cuerpo.
Cola:
La cola debe ser de inserción alta en la grupa. No deberá ser llevada sobre la espalda. Si se corta, no debe ser eliminada más de 1/4. Como el ancho de la palma de una persona adulta es preferible, debería proporcionar un buen «agarre».
Pelaje:
El manto puede ser liso, semi-duro o duro. En las tres variedades el pelaje debe ser denso y grueso.
- Liso: grueso, muy corto, lacio.
- Semi-duro: grueso, de pelo largo en el cuerpo a excepción de la cabeza y las orejas donde es liso. Algunos pueden tener el pelo más largo en el hocico y el mentón.
- Duro: grueso, de pelo largo en todo el cuerpo, incluyendo la cara y las orejas.
Color:
Los colores son: Negro, canela, chocolate, o negro y marrón. Puede haber algunas variaciones en los colores primarios. Por ejemplo, los negros pueden tener algunos pelos claros, los canelas pueden variar desde un tostado claro hasta un color teja (óxido), el chocolate puede ser desde un castaño muy oscuro a un marrón claro (un verdadero Patterdale de color chocolate tendrá la nariz marrón o rojiza) y un perro color negro y marrón puede tener más marrón que negro o viceversa, pero los únicos colores aceptados son los enumerados más arriba).
Los perros de color chocolate tendrán una nariz marrón. [Oficialmente llamado red nose (nariz roja).
Algo de blanco en el pecho y en los pies es aceptable.
Altura y peso:
La altura puede variar de 25’5 cm a 38 cm de altura a la cruz. El peso debe ser proporcional a la altura del terrier. Un perro muy musculoso pesará más de lo que parece. Se pueden sentir las costillas, pero no verlas.
Faltas:
(1) Criptorquidismo.
(2) Timidez o agresividad.
Los terrier con estas faltas no deben ser reproducidos.